# Dark Fall
Dark Fall é uma série de jogos de aventura em primeira pessoa de terror publicado em primeiramente em 2002 pela XXv Productions para Microsoft Windows. O seu primeiro lançamento mundial foi realizado através do título Dark Fall: The Journal em 2003, em seguida foi lançado Dark Fall: Light Out em 2004 e Dark Fall: Lost Souls localizado no mesmo lugar do primeiro game e com alguns personagens que já apareceram na série.

## A História
O que caracteriza todas as história da série de terror Dark Fall é o tema almas perdidas, são lugares que viviam pessoas e que agora estão abandonados e assombrados por suas almas perdidas que foram trancadas devido a um feitiço.

## Gameplay
Dark Fall é um jogo em primeira pessoa de apontar e clicar com diversos enigmas a serem resolvidos para atingir o objetivo final do jogo, os manuscritos e impressos encontrados no ambiente do jogo ajudam a desvendar os mistérios da trama e achar as respostas para os quebra-cabeças.